# Bok van Blerk
Bok van Blerk (nacido como Louis Andreas Pepler; 30 de marzo de 1978) es un cantautor sudafricano que canta en afrikáans. Se hizo famoso en 2006 por su interpretación de "De la Rey" de Sean Else y Johan Vorster.
El Departamento de Artes y Cultura denunció a su canción "De la Rey", ya que podría ser tomada como inspiración por violentos grupos afrikáner de derecha.

## Primeros años y carrera
Fue a la escuela Hoërskool Die Wilgers en Pretoria. Después de sus estudios, pasó un tiempo trabajando en el extranjero.
En marzo de 2006, Bok van Blerk  lanzó el álbum (Todavía hablas mi idioma). El mismo álbum fue relanzado en octubre de 2006 bajo el nombre de De La Rey y acreditado únicamente a Bok van Blerk. Según Van Blerk, "and the Mossies" se eliminó porque su compañera cantante, Tanya van Graan, estaba demasiado ocupada trabajando como modelo. Van Blerk está acompañado por Jaco Mans (y ocasionalmente Manie van Niekerk) en la guitarra principal, Francois Coetzee en el bajo y Nathan Smit en la batería.

## Polémica de "De la Rey"

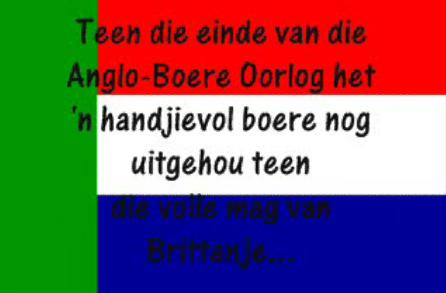
Una bandera de Transvaal Vierkleur con una inscripción patriótica.

El 6 de febrero de 2007, el Departamento de Arte y Cultura de Sudáfrica emitió un comunicado sobre la canción "De la Rey" (que es un tributo a Koos de la Rey) sobre la controversia que surgió debido a la popularidad de la canción entre algunos afrikaners, quienes interpretan la letra como un llamado a la lucha armada. En algunos de sus conciertos, algunos miembros del público han ondeado la antigua bandera sudafricana y el Transvaal Vierkleur. La bandera del Estado Libre de Orange se muestra en el video musical de la canción como parte de la escena de época representada en la canción y el video. Un artículo en la revista Huisgenoot desafió al Ministro Pallo Jordan a comentar sobre la canción y el mensaje que se dice que contiene. En el comunicado, el departamento deploró la posibilidad de que la canción pudiera ser utilizada por grupos de derecha, pero deseó buena suerte al cantante. El ministro también afirmó que no tiene problema con las protestas o movilizaciones de la oposición, siempre y cuando se den en el marco de la ley.
El mismo Van Blerk dice que no se identifica con la antigua bandera sudafricana, ni quiere que se le asocie. Pero promueve afrikáans y se ha negado a participar en el concierto organizado por la estación de radio 94.7 Highveld Stereo debido a su política de no emitir música en afrikáans.
También deja claro que no está del lado del Boeremag, que no cree que la violencia sea una solución a los problemas y que el general De la Rey era pacifista. Koos Kombuis también señala que la canción de rugby de Van Blerk trata sobre un jugador de rugby de color, Bryan Habana.
Por el bien de su carrera musical, Bok se vio obligado a imprimir un descargo de responsabilidad en la portada de su segundo álbum, “Afrikanerhart”.
“Afrikanerhart” no es una canción que llame a ninguna forma de revolución o levantamiento. La canción proviene del musical 'Ons vir Jou', y lo único que queremos decir es que los afrikáner también derramaron sangre mientras construían Sudáfrica. Si respetamos todas las culturas y su historia, entre todos podemos hacer más fuerte a este país”.

## Discografía

### Álbumes
- De la Rey (2005)
- Afrikanerhart (2009)
- My Kreet (2010)
- Steek Die Vure Aan (2013)
- Sing Afrikáner Sing (2015)
- Van de la Rey tot nou (2016)
- Hoor Ons! (2019)

## Filmografía
- Plattleland (2011)
- As jy sing (2013)
- Vrou Soek Bóer (2014)
- Primera dama (2014)
- Sangre y gloria (Modder en Bloed, 2018)